# 惠郡王
惠郡王，清朝世袭郡王。康熙四年（1665年），皇太極孫，碩塞第二子博爾果洛被封為郡王，封號惠，未得世袭罔替，每次襲封需遞降一級，一共传了三代五位。

## 惠郡王
- 1665年—1684年：已革惠郡王博爾果洛 皇太極孫，碩塞二子，1684年革爵
- 追封：追封貝勒福蒼 博爾果洛五子，1750年追封
- 1723年—1757年：已革貝勒球琳 福蒼一子，降爵為貝勒，1728年進郡王，1746年降貝勒，1757年革退
- 1758年—1763年：已革奉恩輔國公德謹 球琳二子，降爵為奉恩輔國公，1763年革退
- 1764年—1765年：三等鎮國將軍德春 球琳三子，降爵為鎮國將軍，1765年告退
- 1768年—1791年：三等輔國將軍德三 球琳四子，降爵為輔國將軍
- 1792年—1806年：奉國將軍徙義 德三一子，降爵為奉國將軍，1806年革退
- 1806年—1835年：奉恩將軍萬祥 博爾果洛玄孫，伊泰曾孫，明赫孫，素勒二子，肅章阿養子[2]，降爵為奉恩將軍
- 1835年—1874年：奉恩將軍亨麟 萬祥二子
- 1874年—1888年：奉恩將軍中端 亨麟孫，英萃一子，無嗣
- 1888年—？：奉恩將軍英茂 亨麟三子，無嗣[3]
- ？：奉恩將軍定埏 素勒玄孫，萬成曾孫，亨傑孫，英芹二子，英茂養子[4]

### 明赫支系
- 1737年—1739年：已革奉恩鎮國公明赫 博爾果洛孫，伊泰子，1739年革退

## 備註
1. ↑  《清史稿 卷一百六十三 表三 皇子世表三》：「博翁果諾 碩塞第二子。康熙四年，封惠郡王 。二十三年，緣事革爵。」
2. ↑  《爱新觉罗宗谱》頁1992
3. ↑  《爱新觉罗宗谱》頁1994
4. ↑  《爱新觉罗宗谱》頁2000